# Jan Hendrik Schön
Jan Hendrik Schön (Augustus 1970, Verden (Aller), Duitsland) is een Duitse natuurkundige. Hij heeft vele onderzoeken over  halfgeleiders gepubliceerd waarbij later fraude was geconstateerd. Voordat er fraude ontdekt werd had Schön de Otto-Klung-Weberbankprijs voor natuurkunde, de Braunschweigprijs van 2001 en de Outstanding Young Investigator Award van de Materials Research Society gekregen, deze prijzen zijn nadat de fraude geconstateerd was ingetrokken.
Schöns onderzoeksgebied was fysica van de gecondenseerde materie en nanotechnologie; in 1997 ontving hij zijn doctorstitel van de Universiteit Konstanz. Hetzelfde jaar begon hij bij Bell Labs, waar hij werkte aan onderzoek waarbij halfgeleiders zoals silicium vervangen worden door organische kristallen. In zijn publicaties werden resultaten met organische halfgeleiders beschreven die voorheen onmogelijk leken te zijn, waaronder de mogelijkheid dat organische materialen supergeleiders konden worden, of in lasers gebruikt konden worden. Deze onderzoeken werden in  wetenschappelijke tijdschriften als Nature en Science gepubliceerd. Echter kon geen enkele andere onderzoeksgroep de resultaten van Schön reproduceren.
In 2001 was Schön auteur van zo veel papers dat er gedurende het jaar gemiddeld per acht dagen een paper met Schön als auteur gepubliceerd werd.